# Iglesia pentecostal La Senda Antigua
La Iglesia Pentecostal La Senda Antigua o IPLSA es una Iglesia de pentecostales del nombre de Jesucristo, que está constituida principalmente por personas hispanoparlantes, y tiene su oficina central en la ciudad de Bronx, Nueva York, Estados Unidos. Los miembros de la Iglesia Pentecostal La Senda Antigua, se reconocen como miembros de la Iglesia de Jesucristo, y por lo tanto hermanos en la fe de todos aquellos que aceptan la unicidad de Dios, y el plan de salvación bíblico. Su fundador es el Obispo Edwing López. Cuenta con iglesias en New York, New Jersey, Delaware, Arizona, Florida, Puerto Rico, Oklahoma, Massachusetts, Illinois, Indiana, Wisconsin, y Pensilvania en Estados Unidos.

## Obras Misioneras y Sedes
La Iglesia Pentecostal La Senda Antigua, tiene obras misioneras y sedes en México, Guatemala, El Salvador, Colombia, Ecuador, India, República Dominicana, Cuba, Uruguay, Venezuela, Honduras, Nicaragua, Haití, Argentina, Chile, Canadá, y también en España.
- Datos: Q5909106